# Rüdenberg (Adelsgeschlecht)

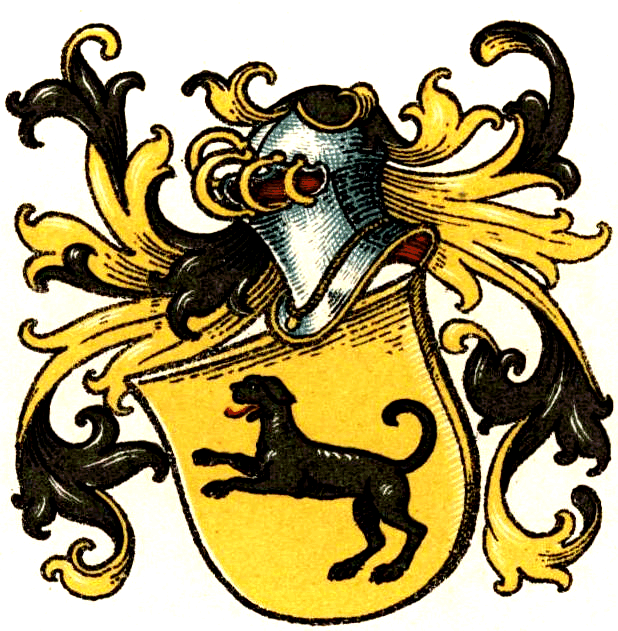
Wappen der Rüdenberger

Die Edelherren von Rüdenberg waren ein mittelalterliches Adelsgeschlecht in Westfalen.

## Geschichte
Die Edelherren von Rüdenberg gehörten zu den vornehmsten und zeitweise reichsten Geschlechtern in Westfalen. In den Urkunden wurden sie auch als Rudenberg, Ruthenberg, Röddenberg und Rodenberg bezeichnet. Die Namensähnlichkeit macht die Abgrenzung zur Ministerialenfamilie von Rodenburg aus Menden schwierig. Burg Rüthen in Rüthen und die Rüdenburg in Arnsberg werden mit dem Geschlecht in Verbindung gebracht.

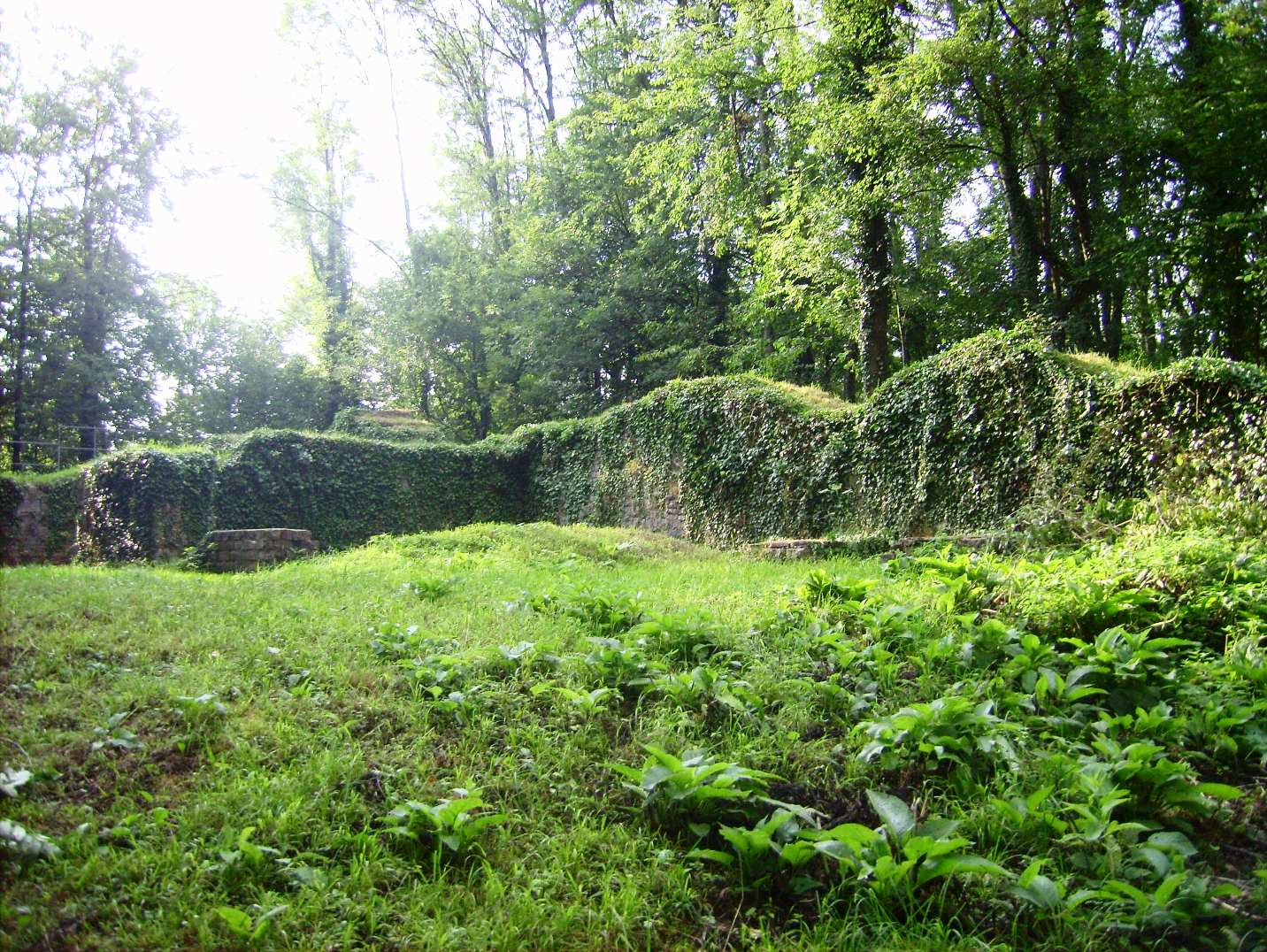
Rüdenburg. Blick auf die Mauer zwischen Vor- und Hauptburg

Die Familie gilt teilweise aber nur als eine Seitenlinie der Grafen von Arnsberg. Ihr Begründer soll danach der 1092 im Kampf gefallene Hermann von Werl-Arnsberg gewesen sein. Allerdings kennt Johann Suibert Seibertz keinen Nachkommen Hermanns und behandelt sie als eigenständiges Dynastengeschlecht.
Der älteste Besitz, ihr Allod, soll das Dorf und Oberhof Mark bei Hamm gewesen sein. Später wurde dieser Besitz unter anderen Besitzern zur Grundlage der Grafschaft Mark. Als zweite wichtige Kraft neben den Grafen von Arnsberg verfügten die Erzbischöfe von Köln zu dieser Zeit ebenfalls nur über verstreuten Besitz. Um ihre Position zu stärken, vergaben die Bischöfe Lehen und erhielten im Gegenzug Unterstützung für ihre Ziele. Zu diesen Lehnsnehmern gehörten auch die Edelherren von Rüdenberg. Die von Köln zu Lehen genommenen Besitzungen der Rüdenberger bildeten kein zusammenhängendes Gebiet, sondern waren weit verstreut. Allerdings wurden die Besitzungen bald wichtiger als das Dorf Mark, so dass sie sich später auch danach benannten.

## Angehörige des Geschlechts
Der erste namentlich bekannte Namensträger war Hermann I. von Rüdenberg. Der nächste bekannte Vertreter ist Rathard, möglicherweise ein Sohn Hermanns. Als nächste sind bekannt Rabodo, auch von der Mark genannt, und Konrad  Dieser heiratete Gisela von Stromberg und erwarb die Burggrafschaft Stromberg.
Einer der wichtigsten Kölner Lehnsmänner aus dem Geschlecht der Rüdenberger, der aber auch gleichzeitig gute Beziehungen zu den Grafen von Arnsberg hatte, war Hermann II. Dessen Tochter Agnes heiratete Graf Gottfried II. von Arnsberg. Der Bruder Hermanns II. war Heinrich I., der die Burggrafschaft Stromberg erhielt.
Aus dem Geschlecht stammte der Bischof von Minden Konrad I. von Rüdenberg († 1236). Konrad II. von Rüdenberg heiratete Adelheid von Arnsberg, eine Tochter Gottfrieds II. Unter Konrad II. erreichte das Geschlecht den Höhepunkt seiner Bedeutung. Danach kam es zur Aufspaltung in verschiedene Linien und zu einem allmählichen Niedergang. Es bestanden zunächst die Stammlinie auf dem Haupthof in Rüden, die Linie, die in Stromberg mit Konrad um 1166 beginnt, und ab 1200 die in Rüthen. Die Rüthener Linie begründete Konrad III. zu Rüden. Die Arnsberger Linie begann mit Gottfried I 1263–1290.

## Niedergang
Der Besitz der Rüdenberger war zwar bedeutend, aber zu gering und zu verstreut, um als Basis einer Territorialherrschaft zu dienen. Geschwächt wurde die Familie zudem durch zahlreiche Erbteilungen. Vor allem aber begannen die Erzbischöfe von Köln nach der Zerschlagung des alten Herzogtums Sachsen Heinrichs des Löwen seit Erzbischof Philipp von Heinsberg, ihre nun erlangte Herzogsgewalt über Westfalen in direkte politische Macht umzuwandeln. Damit verloren die Rüdenberger für Köln an Bedeutung. Sie selbst wechselten in den folgenden Auseinandersetzungen zwischen den Grafen von Arnsberg und den Erzbischöfen zwar mehrfach die Fronten, standen aber meist auf Seiten der Kölner, verloren dabei aber auch ihre starke Position und wurden zu einem Geschlecht des niederen Adels. Viele traten in fremde Militärdienste oder in den Deutschen Orden ein. Gottfried von Rodenberg brachte es bis zum Landmarschall in Livland.
Gottfried I. von Rüdenberg aus der Stammlinie wurde noch als nobilis bezeichnet. Dessen Söhne verkauften den Großteil des Besitzes im 14. Jahrhundert vor allem an die Grafen von Arnsberg. Hermann IV. von Rüdenberg verkaufte seine Rechte an Obereimer und im Walpketal 1359 an das Kloster Wedinghausen. Zu dieser Zeit dürfte die Rüdenburg bereits unbewohnt gewesen sein.
Heinrich VIII. von Rüdenberg (zu Rüden), urk. 1515, Burgmann zu Medebach, Sohn von Goswin von Rüdenberg und Sophia von Neheim, verheiratet mit Else von Amelunxen, war der letzte seines Stammes. Er wurde zwischen Küstelberg und Medebach von Kerstien Küling, Bürger zu Medebach, totgeschossen.

## Wappen
Das Wappen (Westfälisches Wappenbuch) zeigt in Gold einen zum Streit aufgerichteten schwarzen Hund (Rüden) mit gestutzten Ohren und aufrecht stehender Rute. Der Helm mit schwarz-goldenen Decken und unbekannter Helmzier.
Die Tingierung mittelalterlicher Wappen ist nur selten überliefert. Es besteht die begründete Vermutung, dass die Rüdenberger, wie andere Dynastengeschlechter, Elemente des Wappens der Stammfamilie übernahmen. Das Wappen der Arnsberger Grafen zeigt einen silbernen Adler mit goldenen Fängen und Schnabel auf rotem Grund. Im Wappenbuch des geldrischen Herolds (Codex Gelre) findet sich auf Blatt 110v als Nr. 1651 das Wappen eines Herman von Rudenburg. Dieses zeigt einen steigenden roten Rüden auf weißem d. h. silbernem Grund.

## Besitzungen

### Haupthof Rüden
Der in Rüden (heute Altenrüthen) um 1000 bestehende Haupthof mit der Burg Rüthen war Stammsitz der Rüdenberger, zu dem eine alte Mutterkirche gehörte, die bei der Gründung des Klosters Grafschaft zu dessen Ausstattung 1072 wurde. Der Besitz von Hof Rüden war nicht nur wegen der Fruchtbarkeit, sondern auch wegen der in der Nähe verlaufenden Königsstraße wertvoll. Dieser Besitz verlor später an Bedeutung zu Gunsten der erzbischöflichen Stadt und Burg Rüthen. Hermann II., der Besitzer, verlehnte ihn deswegen an die Familie von der Mohlen, sie kam aus der Freigrafschaft Rüdenberg und war mit Herman II. verwandt. Ein Sohn aus der Adelsfamilie von Freseken aus Arnsberg pachtete später einen Teil des Hofes. Auch er übernahm das Wappen der Rüdenberger.

### Haupthof Wicheln
Der zweite von Köln zu Lehen genommene Besitz war ein Teil des Lüerwaldes mit dem Haupthof Wicheln. Dieser Besitz war als Tausch durch die Witwe des Grafen Heinrich des Dicken von Northeim gegen Walkenried an die Erzbischöfe von Köln gekommen, die die Herren von Rüdenberg damit belehnten. Neben Gebieten um Arnsberg gehörten dazu die Freigrafschaft Stockum und die Freigrafschaft an der Valme. Von Bedeutung war der Besitz bei Arnsberg nicht zuletzt wegen der dort vorbeiführenden Ruhrstraße. Dies war der Grund, weshalb die Herren von Rüdenberg dort die alte Burg auf dem Römberg umbauen ließen, die auch heute noch Rüdenburg heißt. Die Rüdenburg verlor später durch die Übersiedlung der Grafen von Werl und den Bau der Burg Arnsberg auf der anderen Seite des Tales an Bedeutung.

### Freigrafschaft Rüdenberg
Das dritte Hauptlehnsstück, die Freigrafschaft zwischen Soest und Werl, bestand vor allem aus den Kirchspielen Ostönnen, Borgeln und Dinker. Dieses Gebiet wurde ebenso wie die Freigrafschaft bei Velmede als Rüdenberger Freigrafschaft bezeichnet. In den Freigrafschaften hatten die Herren kein Zentrum, sondern verfügten nur über Streubesitz und hatten als Stuhlherren Einfluss und Einkünfte. Die Freigrafschaft zwischen Soest und Werl kam mit Zustimmung des Kölner Erzbischofs Heinrich von Virneburg unter Edelherr Gottfried von Rüdenberg bereits 1328 an Soest. Der Großteil dieses Gebietes gehört heute zur Gemeinde Welver.

### Freigrafschaft Hundem
1381. VII. 5. Dusent dreyhundert in den eynen unde achtentychsten jare, des vrydages na sente Olrykes dage.
Wilke von Ohl (Ole, Oele), Sohn Everts von Ohl, verkauft mit Einwilligung seiner Ehefrau, Tochter des Heidenreich v. Ihersche, die halbe Freigrafschaft Hundem (Hundeme), die durch Erbschaft von seinem verstorbenen Oheim Wilke von Brüninghausen (Brünynchusen) an seine Mutter und deren Erben gefallen ist, an die Brüder Wilhelm und Heinrich Vögte von Elspe, übernimmt die Belehnung der Käufer beim Lehnsherrn zu erwirken, und verpflichtet sich bei Nichteinhaltung des Vertrages zum Einlager zum Loen (?).
1384. XII. 9. MCCCLXXX quatro, orastino conoeptionis b. Marie virg.
Die Brüder Konrad und Heinrich von dem Rodenberge (Rüdenberg) verkaufen für eine Summe Geldes an Wilhelm Vogt (Vogede) von Elspe und Johann v. Plettenberg gen. Hedemolen die ganze von ihnen zu Lehen gehende Freigrafschaft Hundem (Hundeme) und lassen durch Johann v. Drolshagen (Droelshagen) die Pepersecke und die sonst mit der Freigrafschaft Belehnten an die Käufer weisen.
Zeugen: Ritter Kondrad der Vrede, Knappe Godert v. Hanxleden.